# Bukkskinn
Bukkskinn est une localité du comté de Troms, en Norvège.

## Géographie
Administrativement, Bukkskinn fait partie de la kommune de Lenvik.